# رينيه سيمونسين
رينيه سيمونسين (بالدنماركية: Renée Toft Simonsen)‏ (و. 1965  م) هي عارضة، وكاتِبة، وعالمة نفس دنماركية، ولدت في آرهوس.

## وصلات خارجية
- رينيه سيمونسين على موقع IMDb (الإنجليزية)
- رينيه سيمونسين على موقع ديسكوغز (الإنجليزية)
- رينيه سيمونسين على موقع قاعدة بيانات الفيلم (الإنجليزية)
- رينيه سيمونسين على موقع دليل عارضات الأزياء (الإنجليزية)

- رينيه سيمونسين في قاعدة بيانات الأفلام على الإنترنت